# Futbol Club Andorra
Ne doit pas être confondu avec Andorra Club de Fútbol (club de football espagnol).
Maillots
Actualités
Le Futbol Club Andorra est un club andorran de football basé à Andorre-la-Vieille. Fondé en 1942, le club Senior et Junior évolue en LaLiga 2 depuis 2025. Entre 1986 et 2013, le club contenait également une section de football en salle.

## Histoire
Le FC Andorra est le club doyen du football andorran. Il a été fondé le 15 octobre 1942 dans le cadre de l'École Notre-Dame de Meritxell. Depuis sa création, il est affilié à la Fédération royale espagnole de football, disputant ainsi le championnat espagnol et la coupe d'Espagne.
Jusqu'en 1976, le FC Andorra a concouru au niveau régional et en 1977 est monté pour la première fois en Tercera División (quatrième division espagnole). Après trois ans, le club devient en 1980 champion de la Tercera División, et promu pour la premiere fois en Segunda División B (troisième division). Le FC Andorra s'est maintenu ensuite pendant 17 ans au sein de la troisième division de la Ligue espagnole avec une parenthèse lors de la saison 1986-1987. Lors de la saison 1988-1989, le club a terminé à la deuxième place de son groupe, à cinq points d'une promotion en Segunda División (deuxième division). La saison suivante, il revient à se battre pour la promotion, mais il finit à la quatrième place.
Son plus grand succès est arrivé en 1994 quand il remporte la coupe de Catalogne. Le FC Andorra a battu le FC Barcelone en demi-finale et l'Espanyol de Barcelone aux tirs au but en finale. Sa meilleure performance à ce jour en coupe d'Espagne arrive en 1995-1996, en atteignant les huitièmes de finale après avoir éliminé le Palamós CF et le Getafe CF, avant d'être finalement battu par le Celta de Vigo.
À la fin de la saison 1997-1998, le club est relégué en quatrième division. Après avoir enchaîné plusieurs relégations consécutives, jusqu'en Primera Territorial Catalana (l'équivalent de la septième division de la ligue espagnole). Lors de la saison 2007-2008, le club, accablé par la dette et une crise institutionnelle, a été au bord de la disparition. Enfin, en juillet 2008, Rubén Ponce est devenu président à la place de Carles Mora, bien qu'il ne pouvait pas éviter le départ de trois de ses meilleurs joueurs, les internationaux Juli Sánchez, Manolo Jiménez et Óscar Sonejee et de l'entraîneur Eugenio Fernández.
Le 29 décembre 2018, le groupe Kosmos (nl) de Gérard Piqué, international espagnol jouant au FC Barcelone, rachète le club et purge sa dette de 200 000 €. A la fin de la saison, le club accède à la Tercera División. Quelques semaines plus tard, en raison de la mise en faillite du CF Reus Deportiu, le FC Andorre est autorisé à monter directement en Segunda División B pour la saison 2019-2020,.
Le 21 mai 2022, le club est promu pour la première fois de son histoire en deuxième division après une victoire 1-0 sur l'UCAM Murcie.
Pour son premier match dans le monde professionnel, le club s'impose 1-0 contre le Real Oviedo grâce à un but inscrit, par Pau Casadesús, en toute fin de match. En fin de saison, pour sa première saison en professionnel, le club termine à la 7e place, à 8 points des barrages.
La deuxième saison est plus compliqué, car le club est relégué en troisième division lors de l'avant-dernière journée, après sa défaite 3-0 contre le Real Oviedo, le 26 mai 2024. Le club ne reste qu'un an au purgatoire. En dominant, la SD Ponferradina dans une des finales des barrages d'accession, le FC Andorra réintègre la seconde division pour la saison 2025-2026.

## Palmarès et résultats

### Palmarès
| Compétitions nationales | Compétitions régionales |
| - Championnat d’Espagne de troisième division : - Vice-champion (1) : 2022 - Championnat d’Espagne de quatrième division : - Champion (1) : 1980 (Gpe. 2) | - Copa Catalunya : - Vainqueur (1) : 1994 - Primera Catalana : - Champion (1) : 2019 (Gpe. 1) - Segunda Catalana : - Champion (2) : 1971 (Gpe. 2), 2015 (Gpe. 5) - Vice-champion (1) : 2012 (Gpe. 5) |

## Personnalités historiques du club

### Président
Le tableau suivant présente la liste des présidents du club.
| Rang | Nom               | Période   |
| ---- | ----------------- | --------- |
| 1    | Alejandro Altimir | 1942-0000 |
| 2    | Pedro Fiñana      | 0000-1979 |
| 3    | Antoni Rogel      | 1979-1996 |
| 4    | Denis García      | 1996-0000 |
| 5    | Jaume Domènech    | 0000-2001 |

| Rang | Nom             | Période   |
| ---- | --------------- | --------- |
| 6    | Carles Mora     | 2001-2008 |
| 7    | Rubén Ponce     | 2008-2011 |
| 8    | François Moliné | 2012-2013 |
| 9    | Lluís España    | 2013-2016 |
| 10   | Albert Ferré    | 2016-0000 |

### Entraineurs
Le tableau suivant présente la liste des entraîneurs du club.
| Rang | Nom              | Période   |
| ---- | ---------------- | --------- |
| 1    | Vicente Dauder   | 1979-1983 |
| 2    | Luis Aloy        | 1983-1984 |
| 3    | Antonio Lagunas  | 1984-1985 |
| 4    | Manuel Buján     | 1985-1988 |
| 5    | Sánchez Iglesias | 1988-1990 |
| 6    | Vicente Dauder   | 1990-1991 |
| 7    | Sánchez Iglesias | 1991-1993 |
| 8    | Xavi Agustí      | 1993-1994 |
| 9    | Manuel Buján     | 1994      |

| Rang | Nom              | Période             |
| ---- | ---------------- | ------------------- |
| 10   | Bengoetxea       | 1994-1996           |
| 11   | Manuel Buján     | 1996                |
| 12   | Paco Bonachera   | 1996-1997           |
| 13   | Juanjo Díaz      | 1997                |
| 14   | Sánchez Iglesias | 1997-1998           |
| 15   | Emilio Larraz    | 2000-2002           |
| 16   | Richard Imbernón | 0000-déc. 2011      |
| 17   | Justo Ruiz       | déc. 2011-oct. 2016 |
| 18   | Emili Vicente    | oct. 2016-mai 2017  |

| Rang | Nom                                              | Période              |
| ---- | ------------------------------------------------ | -------------------- |
| 19   | Eloy Casals (intérim) Richard Imbernón (intérim) | mai 2017-juin 2017   |
| 20   | Marc Castellsagué                                | juin 2017-déc. 2017  |
| 21   | Eloy Casals (intérim)                            | janv. 2018           |
| 22   | Candi Viladrich                                  | janv. 2018-mai 2018  |
| 23   | Richard Imbernón                                 | juin 2018-déc. 2018  |
| 24   | Gabri                                            | déc. 2018-fév. 2020  |
| 25   | Nacho Castro                                     | fév. 2020-janv. 2021 |
| 26   | Eder Sarabia                                     | janv. 2021-mars 2024 |
| 27   | Ferran Costa                                     | depuis avr. 2024     |

## Structure du club

### Stades
L'équipe s'installa à l'Estadi Comunal (Andorre-la-Vieille) en 1942 qui resta sa résidence jusqu'en 1983. Après cette période, le club déménagea à l'Estadi Comunal (Aixovall) jusqu'à sa démolition en 2015. Pour le début de la saison 2015-2016, le club évolue à l'Estadi Nacional, récemment ouvert, dans l’attente de l’achèvement des travaux du Camp d'Esports de la Borda Mateu,. Le club évolue au Camp d'Esports de la Borda Mateu à Sant Julià de Lòria jusqu'en 2019. Le club déménage à l'Estadi de Prada de Moles à Encamp en février 2019. Gérard Piqué a l'intention de bâtir un tout nouveau stade dans les prochaines années, pour remplacer le petit stade synthétique de Prada de Moles et ses 530 places.

### Éléments comptables

#### Budget
Le budget prévisionnel du FC Andorra pour la saison 2019-2020 est de 3,75 millions d'euros, ce qui correspond au huitième plus gros budget de Segunda División B devant celui de Valencia Mestalla (3,45 M€) et loin derrière celui du FC Barcelona B (39,80 M€).
La paye estimé des joueurs du FC Andorra & FC Andorra B sont estimées entre (120 € & 780 €) Par mois plus la paye par match pouvant aller jusqu'à 1000€, la paye estimé des joueurs du FC Andorra Juvenil/Junior est estimée entre (120 € & 780 €) Par mois plus la paye par match pouvant aller jusqu'à 1000 €  

### Équipementiers
Nike est devenu l’équipementier officiel du FC Andorra depuis la saison 2021-2022.

### Sponsors
La banque andorrane Mora Banc (en) devient le principal sponsor à partir de juin 2019.

## Anciens joueurs
- Óscar Sonejee
- Josep Ayala
- Josep Gómes
- Manolo Jiménez
- Koldo Álvarez
- Ildefons Lima
- Fernando Silva
- Marc Pujol
- Juli Sánchez
- Jordi Escura
- Gabi Riera
- Emiliano González
- Jesús Lucendo
- Justo Ruiz